# Ozarba hemiplaca
Ozarba hemiplaca là một loài bướm đêm trong họ Noctuidae.